# Hoplopsyllus anomalus
Hoplopsyllus anomalus är en loppart som först beskrevs av Baker 1904.  Hoplopsyllus anomalus ingår i släktet Hoplopsyllus och familjen husloppor. Inga underarter finns listade i Catalogue of Life.